# Terrence McCann
Terrence McCann (Chicago, Estados Unidos, 23 de marzo de 1934-California, 7 de junio de 2006) fue un deportista estadounidense especialista en lucha libre olímpica donde llegó a ser campeón olímpico en Roma 1960.

## Carrera deportiva
En los Juegos Olímpicos de 1960 celebrados en Roma ganó la medalla de oro en lucha libre olímpica estilo peso gallo, por delante del luchador búlgaro Nezhdet Zalev (plata) y del polaco Tadeusz Trojanowski (bronce).